# Naturschutzgebiet Peterbachquellgebiet (Simmerath)
Das Naturschutzgebiet Peterbachquellgebiet liegt im Gemeindegebiet Simmerath westlich von Vossenack.

## Beschreibung
Der Kall-Zufluss Peterbach entspringt in einem von Fichten bestandenen Gebiet mit naturnahen Quellen und Quellbächen. Im südlichen Teil befindet sich ein Quellmoor. Angestrebt ist die Schließung der Entwässerungsgräben und Entnahme der Fichten und Lärchen, um die Moorvegetation zu fördern.

## Schutzzweck
Geschützt werden sollen die Lebensräume für viele nach der Roten Liste der gefährdeten Pflanzen, Pilze und Tiere in NRW und die Erhaltung und Optimierung des vorhandenen, Biotoptyps Moor.